# 莫斯蒂謝 (基輔州)
50°17′28″N 30°1′46″E / 50.29111°N 30.02944°E

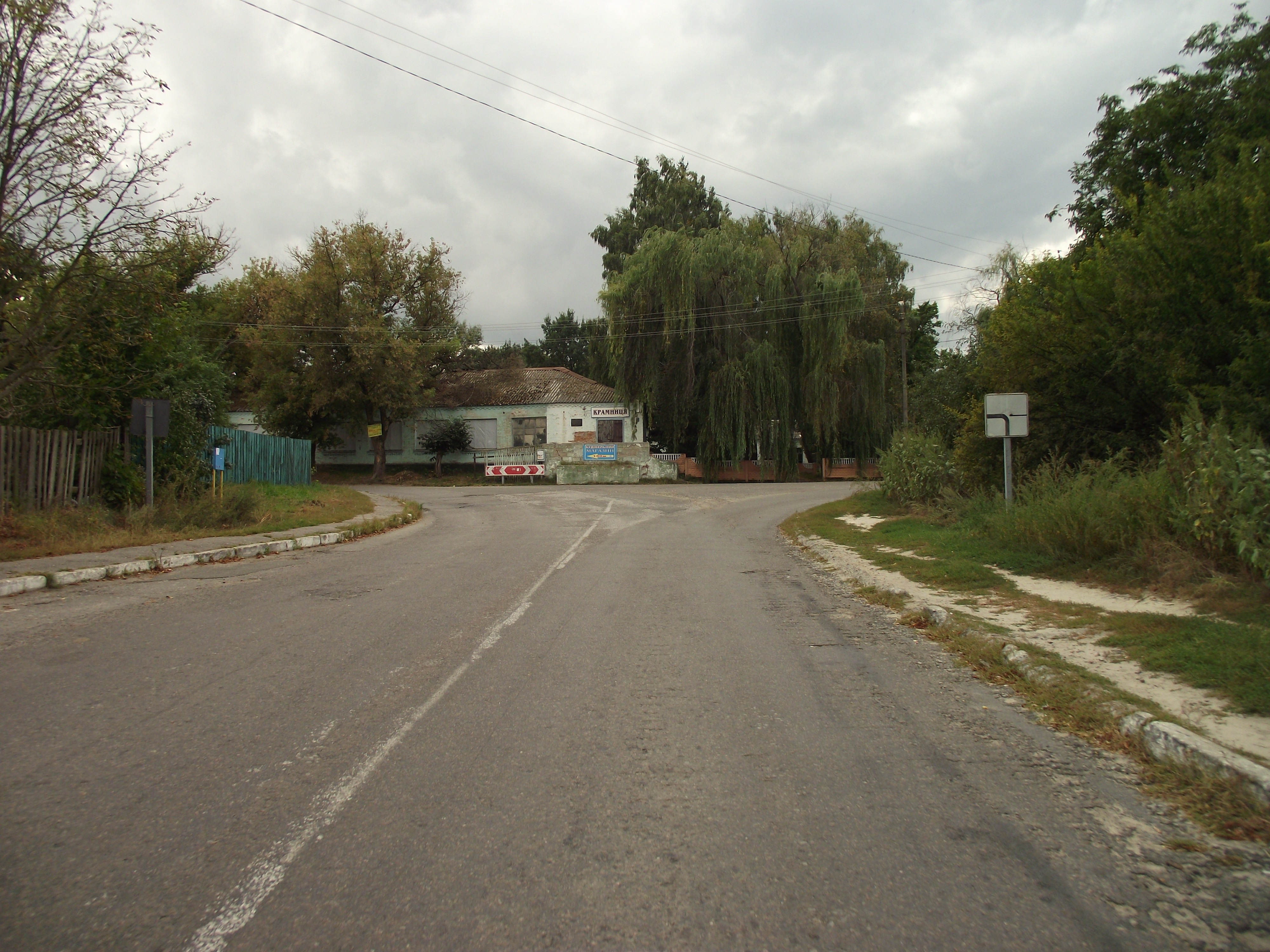
莫斯蒂谢

莫斯蒂谢（烏克蘭語：Мостище）是位於烏克蘭北部的村莊，由基辅州法斯蒂夫區的贝希夫市镇負責管轄。該村處於伊爾平河畔，始建於1651年，面積0.282平方公里，海拔高度154米。